# サントス・ラシアル
サントス・ラシアル（Santos Laciar、1959年1月31日 - ）は、アルゼンチンの男性プロボクサー。コルドバ州出身。元WBA世界フライ級王者。WBC世界スーパーフライ級王者。世界2階級制覇王者。

## 来歴
1976年12月3日、アルゼンチンでプロデビュー。
1981年3月28日、51戦目で世界王座に初挑戦。WBA世界フライ級王者ピーター・マセブラに挑戦し、7回TKO勝ちで王座を獲得した。
1981年6月6日、初防衛戦でルイス・イバラと対戦し、0-3の判定負けで王座から陥落した。
1982年5月1日、WBA世界フライ級王者ファン・エレラに挑戦し、13回TKO勝ちで王座に返り咲いた。
1982年8月14日、王座防衛戦でベツリオ・ゴンザレスと対戦し、2-1の判定勝ちで初防衛に成功した。
1983年5月5日、王座防衛戦で穂積秀一と対戦し、2回に3度のダウンを奪いKO勝ちで4度目の防衛に成功した。
同王座はその後も、申喜燮、プルデンシオ・カルドナ、イラリオ・サパタなどを相手に計9度の防衛に成功。その後、階級を上げるために返上した。
1986年8月30日、WBC世界スーパーフライ級王者ヒルベルト・ローマンに挑戦し、1-1の判定ドローで王座獲得ならず。1987年5月16日、ローマンに再挑戦し、11回TKO勝ちで2階級制覇に成功した。
1987年8月8日、初防衛戦でシュガー・ベビー・ロハスと対戦し、0-3の判定負けで王座から陥落した。
1988年10月8日、WBC世界スーパーフライ級挑戦者決定戦でファン・カラーソと対戦し、1-2の判定負けを喫した。
1989年9月12日、WBC世界スーパーフライ級王者に返り咲いたヒルベルト・ローマンと対戦し、0-3の判定負けで王座返り咲きならず。ローマンとの対戦成績は1勝1敗1分けとなった。
1990年12月21日、のちのWBA世界フライ級王者ウーゴ・ソトと対戦し、0-3の判定負け。この試合を最後に引退した。

## 獲得タイトル
- WBA世界フライ級王座（1期目は防衛0度、2期目は防衛9度）
- WBC世界スーパーフライ級王座（防衛0度）